# Кроулі Таун
«Кро́улі Та́ун» (англ. «Crawley Town F.C.») — англійський футбольний клуб з міста Кроулі. Заснований 1896 року.